# 石川桂堂
石川 桂堂（いしかわ けいどう、明治11年（1878年）8月‐没年不明）は明治時代の日本画家。

## 来歴
尾形月耕の門人。通称は喜造。本名は素。華香楼、木魚庵とも号す。会津の長尾氏の出身で、後に石川氏の養子となっている。幼時より絵画に志し、始めは兄の長尾東仙による手ほどきを受け、その後に築地時代（明治37年以降）の月耕に師事している。美術研精会の会員となり、同会の展覧会などに作品を出品している。また、帝国絵画協会の会員でもあった。

## 作品
- 「林和靖図」　絹本着色 桃投伸二コレクション
- 「白虎隊之図」紙本墨画 会津若松市立会津図書館所蔵